# بوژواتس
بوژواتس (به صربی: Boževac) یک منطقهٔ مسکونی در صربستان است.